# Рудольф Тобіас
Рудольф Тобіас (ест. Rudolf Tobias; 1917 (29) травня 1873, Селя, Кяйна — 29 жовтня 1918, Берлін) — перший естонський професійний композитор та органіст.